# Tina Unterberger
Tina Unterberger (Bad Ischl, 13 aprile 1986) è un'ex slittinista austriaca, specialista dello slittino su pista naturale.

## Palmarès

### Mondiali su pista naturale
- 8 medaglie:
  - 1 oro (gara a squadre a Vatra Dornei 2017)
  - 3 argenti (gara a squadre a Lazfons 2019; gara a squadre a Umhausen 2021; gara a squadre a Nova Ponente 2023)
  - 4 bronzi (singolo a Vatra Dornei 2017; singolo a Lazfons 2019; singolo a Umhausen 2021; singolo a Nova Ponente 2023)

### Europei su pista naturale
- 10 medaglie:
  - 1 oro (gara a squadre a Winterleiten 2018)
  - 4 argenti (gara a squadre Novoural'sk 2012, gara a squadre Moso in Passiria 2016, gara a squadre Mosca 2020, gara a squadre Lasa 2022)
  - 5 bronzi (singolo e gara a squadre a Umhausen 2014; singolo a Winterleiten 2018; singolo a Mosca 2020; singolo a Lasa 2022)

### Campionati austriaci su pista naturale
- 10 medaglie:
  - 10 ori (6 in singolo, 4 in doppio)

### Coppa del Mondo su pista naturale

#### Gare individuali
- Miglior piazzamento in classifica generale: 2ª nel 2023 e nel 2025
- 39 podi:
  - 2 vittorie
  - 16 secondi posti
  - 21 terzi posti

| Data             | Luogo  | Paese   | Specialità |
| ---------------- | ------ | ------- | ---------- |
| 13 dicembre 2015 | Kühtai | Austria | Singolo    |
| 11 dicembre 2016 | Kühtai | Austria | Singolo    |

#### Gare di squadra
- 25 podi:
  - 3 vittorie
  - 14 secondi posti
  - 8 terzi posti

| Data             | Luogo    | Paese   | Specialità                                                    |
| ---------------- | -------- | ------- | ------------------------------------------------------------- |
| 12 gennaio 2019  | Obdach   | Austria | Staffetta a squadre con Thomas Kammerlander e Michael Scheikl |
| 5 gennaio 2020   | Obdach   | Austria | Staffetta a squadre con Michael Scheikl                       |
| 15 febbraio 2020 | Umhausen | Austria | Staffetta a squadre con Thomas Kammerlander                   |

## Statistiche

### Coppa del Mondo su pista naturale - Singolo
| Stagione | Età | Classifica | Gare | Vittorie | Podi | Punti     |
| -------- | --- | ---------- | ---- | -------- | ---- | --------- |
| 2003     | 17  |            |      | 0        | 0    |           |
| 2004     | 18  | 16ª        |      | 0        | 0    | 102       |
| 2005     | 19  | 8ª         |      | 0        | 0    | 214       |
| 2006     | 20  | 8ª         | 6    | 0        | 0    | 184 (218) |
| 2007     | 21  | 11ª        | 6    | 0        | 0    | 166 (192) |
| 2008     | 22  | 7ª         | 6    | 0        | 0    | 219 (255) |
| 2009     | 23  | 8ª         | 6    | 0        | 0    | 198 (226) |
| 2010     | 24  | 10ª        | 6    | 0        | 0    | 175 (209) |
| 2011     | 25  | 10ª        | 4    | 0        | 0    | 162       |
| 2012     | 26  | 5ª         | 6    | 0        | 0    | 274       |
| 2013     | 27  | 6ª         | 6    | 0        | 0    | 297       |
| 2014     | 28  | 3ª         | 6    | 0        | 3    | 405       |
| 2015     | 29  | 4ª         | 6    | 0        | 3    | 365       |
| 2016     | 30  | 4ª         | 6    | 1        | 3    | 415       |
| 2017     | 31  | 3ª         | 7    | 1        | 5    | 540       |
| 2018     | 32  | 3ª         | 6    | 0        | 2    | 380       |
| 2019     | 33  | 4ª         | 7    | 0        | 3    | 440       |
| 2020     | 34  | 3ª         | 7    | 0        | 6    | 525       |
| 2021     | 35  | 3ª         | 6    | 0        | 2    | 375       |
| 2022     | 36  | 4ª         | 5    | 0        | 0    | 285       |
| 2023     | 37  | 2ª         | 7    | 0        | 5    | 515       |
| 2024     | 38  | 3ª         | 7    | 0        | 3    | 417       |
| 2025     | 39  | 2ª         | 7    | 0        | 4    | 480       |
|          |     |            |      |          |      |           |
| Totale   | –   | –          | 123  | 2        | 39   | 7 291     |

(NNN): Tra parentesi i punti totali ottenuti in stagione quando vigeva la regola degli scarti.

### Campionati mondiali su pista naturale
- 8 medaglie – (1 oro, 3 argenti, 4 bronzi)

| Anno | Età | Località         | Singolo | Gara a squadre |
| ---- | --- | ---------------- | ------- | -------------- |
| 2007 | 21  | Grande Prairie   | 10ª     | –              |
| 2009 | 23  | Moso in Passiria | 10ª     | 5ª             |
| 2011 | 25  | Umhausen         | 12ª     | –              |
| 2013 | 27  | Nova Ponente     | 6ª      | –              |
| 2015 | 29  | Sankt Sebastian  | 5ª      | non disputata  |
| 2017 | 31  | Vatra Dornei     | Bronzo  | Oro            |
| 2019 | 33  | Lazfons          | Bronzo  | Argento        |
| 2021 | 35  | Umhausen         | Bronzo  | Argento        |
| 2023 | 37  | Nova Ponente     | Bronzo  | Argento        |
| 2025 | 39  | Kühtai           | 5ª      | –              |

### Campionati europei su pista naturale
- 10 medaglie – (1 oro, 4 argenti, 5 bronzi)

| Anno | Età | Località         | Singolo | Gara a squadre |
| ---- | --- | ---------------- | ------- | -------------- |
| 2006 | 20  | Umhausen         | 14ª     | non disputata  |
| 2008 | 22  | Valdaora         | 9ª      | non disputata  |
| 2010 | 24  | Sankt Sebastian  | 9ª      | –              |
| 2012 | 26  | Novoural'sk      | 7ª      | Argento        |
| 2014 | 28  | Umhausen         | Bronzo  | Bronzo         |
| 2016 | 30  | Moso in Passiria | 7ª      | Argento        |
| 2018 | 32  | Obdach           | Bronzo  | Oro            |
| 2020 | 34  | Mosca            | Bronzo  | Argento        |
| 2022 | 36  | Lasa             | Bronzo  | Argento        |
| 2024 | 38  | Valgiovo         | 5ª      | –              |